# Modernització reflexiva
La Modernització reflexiva es el procés de canvi de la societat industrial a la societat del risc provocat per l'auto-questionament social i individual sobre les noves estructures provocades per l'axioma humà i que no son reconegudes pel sistema de la societat industrial encara present en l'ordre social establert. Apareix per primera vegada al llibre Reflexive Modernitzation, obra col·laborativa realitzada pel sociòleg Ulrich Beck (1944 - 2015) i Anthony Giddens (1938) on queda reflectida aquesta nova perspectiva d'anàlisis sociològic.

## Concepte
La Modernitat reflexiva és el punt de partida des del qual Beck i Giddens analitzen la seva percepció social contemporània (societat moderna). Els autors afirmen que la societat actual no ha superat la modernitat, sinó que aquesta ha passat a ser més reflexiva, en conseqüència Beck explica que hem passat de la societat industrial a la societat del risc. Així doncs, determinen que la societat ha evolucionat però les estructures sobre les quals es regeix segueixen sent les mateixes que en la modernitat.
Aquesta transició social és provocada per tres elements clau que es troben recollits a la seva obra conjunta Reflexive Modernitzation, sobre els quals coincideixen ambdós autors, tot i que entre ells es troben algunes discrepàncies minucioses:
- La reflexivitat, en la societat del risc, comporta la percepció de què els riscos extrems no provenen de la naturalesa, sinó que són provocats per l'acció humana. Per tant, controlant les nostres accions podem controlar els riscos.
- A causa de la pèrdua d'importància de la tradició i la individualització dels membres de la societat del risc, el poder es dilueix. S'entén que les decisions individuals, poden suposar risc per al conjunt de la societat, per tant, el debat polític es descentralitza, convertint-se les decisions personals en subjecte de debats polítics. Aquesta descentralització comporta que el poder polític es dilueixi. De la mateixa manera les responsabilitats dels possibles riscos generats queda desdibuixada.
- La postmodernitat es troba en un context global capaç de percebre de forma palpable els canvis ambientals infringits per l'axioma humà. Aquest fet genera en la modernitat reflexiva un canvi, a l'entendre que l'acció humana és la que provoca els riscos extrems per la societat, el debat polític gira entorn la prevenció i s'ancora en el futur desvinculant-se de la tradició i, per tant, del passat.

## Autors relacionats
Zygmunt Bauman prestigiós sociòleg reconegut a escala internacional per les seves aportacions en l'anàlisi de les societats modernes, postulava una crítica que en termes generals compartia certs aspectes presentats pels autors i creadors de la base terminològica Ulrich Beck i Anthony Giddens, argumentant que el modernisme encara no s'havia superat i per tant, negant l'existència del postmodernisme. Bauman va estudiar els canvis socials succeïts en la dècada dels 60, i va concloure les seves reflexions en la "Teoria de la Modernitat Líquida" volum que recull aspectes transcendentals de la seva aportació intel·lectual sociològica.
El concepte de Modernitat reflexiva és recuperat alhora pel sociòleg Ramón Flecha en el llibre "Teoría sociològica contemporània", aquest realitzat amb la col·laboració d'autors com Jesús Gomez o Lidia Puigverd on recopilen mitjançant una investigació de 7 anys, el contingut de les principals teories sociològiques contemporànies, desenvolupant els seus elements nuclears en una tesi comprensible per a poder aportar comprensió fora de l'àmbit sociològic o academicista, i promoguen d'aquesta forma espais de transformació i reflexió poblacionals.